# Condado de Henry (Tennessee)
El condado de Henry (en inglés: Henry County, Tennessee), fundado en 1821, es uno de los 95 condados del estado estadounidense de Tennessee. En el año 2000 tenía una población de 31.115 habitantes con una densidad poblacional de 21 personas por km². La sede del condado es Paris.

## Geografía
Según la Oficina del Censo, el condado tiene un área total de 1537 km² (593,4 mi²), de la cual 1455 km² (561,8 mi²) es tierra y 82 km² (31,7 mi²) es agua.

### Condados adyacentes
- Condado de Calloway norte
- Condado de Stewart noreste
- Condado de Benton sureste
- Condado de Carroll sur
- Condado de Weakley oeste
- Condado de Graves noroeste

## Demografía

Condado de Henry distribución de la población por edad y sexo, censo de 2000

En el 2000 la renta per cápita promedia del condado era de $36,729, y el ingreso promedio para una familia era de $33,691. El ingreso per cápita para el condado era de $13,698. En 2000 los hombres tenían un ingreso per cápita de $25,485 contra $15,673 para las mujeres. Alrededor del 25.10% de la población estaba bajo el umbral de pobreza nacional.

## Lugares

### Ciudades y pueblos
- Springville
- Cottage Grove
- Henry
- Paris
- Puryear
- Buchanan
- Whitlock

### Comunidades no incorporadas
- Unionville